# Кубок Пакистану з футболу 2020
Кубок Пакистану з футболу 2020 — 29-й розіграш кубкового футбольного турніру у Пакистані. Титул володаря кубка вперше здобув ВАПДА.

## Календар
| Раунд               | Дата                         | Матчі | Клуби   |
| ------------------- | ---------------------------- | ----- | ------- |
| Груповий раунд      | 30 листопада - 9 грудня 2020 | 42    | 28 → 16 |
| 1/4 фіналу          | 10-13 грудня 2020            | 8     | 16 → 8  |
| 1/4 фіналу          | 14-15 грудня 2020            | 4     | 8 → 4   |
| 1/2 фіналу          | 18 грудня 2020               | 2     | 4 → 2   |
| Матч за третє місце | 20 грудня 2020               | 1     |         |
| Фінал               | 20 грудня 2020               | 1     | 2 → 1   |

## 1/4 фіналу
| Команда 1            | Рахунок      | Команда 2              |
| -------------------- | ------------ | ---------------------- |
| 14 грудня 2020       |              |                        |
| Армія Пакистану      | 2:2 пен. 3:0 | Хан Рісерч Лабораторіз |
| ВАПДА                | 3:0          | СА Гарденс             |
| 15 грудня 2020       |              |                        |
| Комісія вищої освіти | 0:1          | Карачі Порт Траст      |
| ССГК                 | 1:1 пен. 5:4 | Пакистанські ВПС       |

## 1/2 фіналу
| Команда 1         | Рахунок | Команда 2 |
| ----------------- | ------- | --------- |
| 18 грудня 2020    |         |           |
| Армія Пакистану   | 0:1     | ВАПДА     |
| Карачі Порт Траст | 0:2     | ССГК      |

## Матч за третє місце
| Команда 1       | Рахунок | Команда 2         |
| --------------- | ------- | ----------------- |
| 20 грудня 2020  |         |                   |
| Армія Пакистану | 1:0     | Карачі Порт Траст |

## Фінал
| 20 грудня 2020 |

| ВАПДА           | 1:0      | ССГК |
| --------------- | -------- | ---- |
| Ларош Халід 75' | Протокол |      |

| Пунжаб, Лахор |